# 정혜원
정혜원(鄭惠援, 1984년 1월 26일 ~ )은 한국의 여자 성우이다. 2009년 투니버스 7기 공채 성우로 데뷔했다.

## TV 애니메이션 출연 작품

### 투니버스
- 아이 엠 스타! - 라임
- 가정교사 히트맨 리본 미래편 - 체르벨로1
- 꿈빛 파티시엘 (투니버스) - 딸기 엄마, 메이즈, 프랑소와, 가온 누나(원수아)
- 나루토 질풍전 - 노하라 린, 어린 시절의 우치하 이타치, 하나레, 우치하 사라다
- 내 친구 호비 - 냥이
- 너에게 닿기를 1, 2기 - 시노, 요코, 아이, 아이바, 유이
- 명탐정 코난 - 도여진(9기), 오소리(11기), 10기(김나현)
- 사랑은 콩다콩 - 차유라
- 스켓 댄스 - 은공주
- 웨딩피치 (투니버스) - 릴리
- 전설의 마법 쿠루쿠루 - 쿠쿠리
- 안녕 자두야 (SBS) - 장성훈, 유자두, 은희 친구
- 와라! 편의점 (MBC)
- 메탈 베이블레이드 4D - 사라, 모티
- 침략! 오징어 소녀 (투니버스) - 오징어 소녀
- 미르모 퐁퐁퐁 4기 - 아르므
- 캐릭캐릭 체인지 두근두근 (투니버스) - 나나, 팅키
- 짱구는 못말려 10기~ (투니버스) - 미미, 최용숙, 질풍의 사나이
- 최강! 탑플레이트 1, 2기 - 와일드독, 루이
- 원피스 7~8기 - 고잉 메리호
- 테니스의 왕자 (투니버스) - 오사카다 토모카, 우치무라 쿄스케, 칼핀
- 12세. (투니버스) - 윤솔연
- 탐험 드리랜드 - 라라
- 포켓몬스터 XY - 최강 메가진화 - - 마농
- 조조조 좀비군 (조조좀비) - 좀비나, 상자좀비
- 신비아파트: 고스트볼X의 탄생 (투니버스) - 유하
- 토마스와 친구들: 함께 달리자! - 카나

### KBS
- 터닝메카드 W 2기 (KBS) - 데이지
- 공룡메카드 - 초신비
- 내 친구 우비소년 시즌 2 - 꽃님이
- 엉뚱발랄 콩순이와 친구들 (KBS) - 콩콩이, 밤이, 파티시에 언니
  - 명탐정 핑크퐁과 호기 - 레이첼, 첨리, 니나
  - 핑크퐁 원더스타 - 레이첼, 첨리
- 캐치! 티니핑 - 투투핑

### 타사
- 레이디 쥬얼펫 - 어린시절 때 릴리안, 로사
- 레인보우 루비 (EBS) - 페이지
- 레인보우 버블젬 (EBS) - 퍼플 스타
- 숲의요정 페어리루 시즌 1, 2 - 가은, 연보라, 스피카, 펄리, 도트, 블루콘, 레이니, 반디, 달리아, 엉겅퀴, 은이, 토마토, 포와와 외
- 극장판 콩순이: 장난감나라 대모험 - 콩콩이, 밤이
- 플라워링 하트 (EBS1) - 우수하, 유가은(신인 여가수)
- 용감한 소방차 레이 (EBS) - 미나
- 강철소방대 파이어로보 (EBS) - 정세나
- 괴도 조커 - 스콘
- 다이노댄 - 조던
- 디스크 워즈: 어벤저스 - 제시카 샤논, 페퍼 포츠
- 럭키프레드 - 노라, 대니
- 로보카 폴리 (EBS) - 브루니
- 로이와 함께하는 소방안전 이야기, 엠버와 함께하는 생활안전 이야기 (EBS) - 루시
- 링컨의 집에서 살아남기 - 루안 라우드, 라나 라우드
- 몬스터 vs 에일리언 (TV판) - 핑키
- 사실 나는 - 주다래, 홍빈나
- 미래전사 씨어 - 미카, 노노
- 중2병이라도 사랑이 하고 싶어! (애니맥스) - 토가시 유메하, 츠쿠모 나나세, 타카나시 릿카의 할머니
- 쥬얼펫 시리즈
- 쥬얼펫 키라☆데코! - 에밀리, 다이아나, 안나, 야미링
- 출동! 슈퍼윙스 (EBS) - 나미코, 리나, 아기 캥거루
- 치링치링 시크릿 쥬쥬 - 릴리, 포이즌(본명 : 아이비)
- 코라의 전설 - 사토 아사미
- 클로이의 요술옷장 - 클로이
- 파워배틀 와치카 (MBC) - 아리
- 헌터×헌터 리메이크 - 비스켓 크루거
- 치치랜드 - 마루
- 몬카트 (EBS1) - 엘리 발렌시아
- 101 달마시안 스트리트 (디즈니 채널) - 딜라일라, 달라스, 디지
- 하프와 친구들 (EBS1) - 윙크
- 크리켓팡 시즌 2 (MBC)
- 키프 (디즈니+) - 키프 채틸러
- 슈팅스타 캐치! 티니핑 - 빤짝핑

### 극장용 애니메이션
- 나루토 질풍전 극장판 2기(인연) - 숙명의 재회 (투니버스)
  - 보루토 - 나루토 더 무비 - 우치하
- 메이저 극장판 - 우정의 강속구 (투니버스) - 일남 포수
- 몬스터 호텔 - 마비스
- 썬더 일레븐 극장판
  - 썬더 일레븐 극장판 최강군단 오우거의 습격 - 장벽구, 다이코, 영산
  - 썬더 일레븐 GO 극장판 궁극의 우정 그리폰 - 엄산휘
- 원피스: 에피소드 오브 루피 - 알비다, 마키
- 파워배틀 와치카 미니카 배틀리그: 불꽃의 질주
- 명탐정 코난: 제로의 집행인 - 김지수
- 극장판 짱구는 못말려: 아뵤! 쿵후보이즈 ~라면 대란~ - 용숙
- 극장판 짱구는 못말려: 우리들의 공룡일기 - 용숙 / 삼엽충 부대
- 극장판 공룡메카드: 타이니소어의 섬 - 초신비, 람베오
- 안녕 자두야 스페셜: 언더 더 씨 - 성훈
- 극장판 요괴워치: FOREVER FRIENDS - 서민
- 극장판 포켓몬스터 AG: 뮤와 파동의 용사 루카리오
- 달려라 하니: 나쁜 계집애 - 하니

### 외화

#### TV 시리즈
- 33분 탐정 (투니버스) - 하루
- 다이노 댄 (투니버스) - 조던
- 시험의 신 (투니버스) - 레나
- 명탐정 코난 드라마스페셜 - 남도일의 부활 (투니버스) - 안내
- 자이언트 세이버 (투니버스) - 윈디
- 죽어도 예쁜 걸 (투니버스) - 크리스틴 (아이샤 디)
- 미라클 멜로디 (투니버스) - 안무가
- 퓨어엔젤 미라클 매직 (투니버스) - 세라
- 태스크포스캅 (텔레노벨라) - 셀마

### 게임
- 도타2 - 수정의 여인
- 라그나로크2 노엘 - 목소리2, 노엘 시놉시스 나레이션
- 리그 오브 레전드 - 미스포츈, 트리스타나, 소라카, 르블랑, 아무무
- 방구석에 인어아가씨 (모바일 게임) - 명아연
- 사이퍼즈 - 강철의 레베카
- 음양사 - 코하쿠
- 사커스피리츠 (모바일 게임) - 최시연, 콘스탄스, 타르실라, 채빛나, 키키, MX26 쿠미, 리아, 귀네비어, 쥬리, 이실리아, 미라
- 최강의 군단 - 아라 공주
- 캔디팡 (모바일 게임)
- 엘소드 - 하르니에, 아이샤(*메가케이크팬미팅한정), 네로
- 클로저스 - 유하나
- 타르타로스 온라인 - 알리시아, 앤보니
- 던전앤파이터 - 말괄량이 베키, 철완의 칼바리
- 더 워킹 데드 시즌1 - 칼리 / 덕 (켄 주니어)
- 수신학원 아르피엘 - 루체아
- 하스스톤 - 황천의
- 드리프트 걸즈 - 나오코, 수미
- 기적의 분식집 - 필리아 살리스
- 쿠키런: 킹덤 - 블랙베리맛 쿠키

### 타드라마 CD
- 나와 그녀의 그녀와 그녀의 건전하지 못한 관계 - 안연희
- 방구석에 인어아가씨 - 명아연
- 던전 디펜스 - 라피스 라줄리

### CM
- 웨딩피치 (투니버스) - 릴리

### 공연
- Voicebook HER - 2017.3.1,2017.4.1

### 기타
- 쥬니어네이버 시작음 노래 (2번째) ※ '쥬니버' 부분만 담당했다.
- 가치봄의 음성안내